# مقطع دعائي تشويقي
المقطع الدعائي التشويقي هو أحد أشكال الحملات الإعلانية التشويقية، ويُستخدم عادةً للترويج للأفلام أو البرامج التلفزيونية وألعاب الفيديو. يُعرض قبل فترة زمنية من عرض الفيلم أو اللعبة، ويتضمن لقطات منتقاة من المحتوى المُعلن عنه بهدف إثارة فضول المشاهدين وجذب انتباههم.
غالبًا ما تحتوي المقاطع الدعائية التشويقية على رسائل مبهمة ومحفّزة للفضول، تهدف لإثارة اهتمام الجمهور وزيادة الحماس تجاه المحتوى المُعلن عنه، وذلك قبل إصدار المقطع الدعائي الكامل. عادة لا يتجاوز طول المقطع التشويقي من 20 إلى 30 ثانية.